# مارکو جان
مارکو جان (انگلیسی: Marco John؛ زادهٔ ۲ آوریل ۲۰۰۲) بازیکن فوتبال اهل آلمان است.
وی همچنین در تیم‌های ملی فوتبال جوانان آلمان، Germany national under-16 football team، جوانان آلمان، جوانان آلمان، و زیر ۲۱ سال آلمان بازی کرده‌است.